# هوارث بويس
هوارث بويس «هودي» (بالإنجليزية: Howarth Bouis) (ولد في 9 أكتوبر عام 1950)، هو اقتصادي أمريكي تركّز عمله على الزراعة، النتائج الغذائية والتقليل من سوء التغذية الناتج عن الأغذية الدقيقة والمعروف أيضاً بالجوع الخفي. وهو المؤسس والمدير السابق لهارفست بلس وهو برنامج زراعي عالمي غير ربحي.
في عام 2016 تم منح بويس جائزة الغذاء العالمية لعمله الريادي على الإغناء الحيوي.

## النشأة والتعليم
ولد بويس عام 1950 في بيركلي، كاليفورنيا، وحصل على درجة البكالوريوس في الاقتصاد من جامعة ستانفورد عام 1972. وفيما بعد امضى ثلاث سنوات في الفلبين في العمل مع المتطوعين في اسيا، التجربة التي اثّرت عليه ليتابع العمل في مجال العمل الإنساني العالمي.
سار بويس قدما للحصول على شهادتيّ الماجستير والدكتوراه من معهد البحوث الغذائية في جامعة ستانفورد. كجزء من بحثه المختص في درجة الدكتوراه؛ امضى بويس عاماً كعضو في المعهد الدولي للبحوث المتعلقة بلأرز في لوس بانيوس، الفلبين جامعاً المعلومات من اجل بحثه «تأمين الارز في الفلبين».

## المهن

### المعهد الدولي لبحوث السياسات الغذائية
انضم بويس للمعهد الدولي لبحوث السياسات الغذائية في عام 1982 كباحث ما بعد الدكتوراه في قسم الإستهلاك الغذائي والتغذية. المشروع الأول الذي اتخذه في المعهد الدولي لبحوث السياسات الغذائية درس كيفية تأثير العوامل الاقتصادية على الوضع الغذائي والنتائج الصحية في الفلبين. ومضى للعمل في نفس القسم كزميل ابحاث وكبير زملاء البحث.

### اكتشاف وإقرار الإغناء الحيوي
عند انضمام للمعهد الدولي لبحوث السياسات الغذائية معظم الخبراء في المجال اعتبروا مدخول السعرات الحرارية هو علامة التقييم الأساسية للوضع الغذائي.
قضية سوء التغذية الناجة عن المغذيات الدقيقة أو الجوع الخفي لم تكن مفهومة بعد على نطاق واسع.البحث الذي قام به بويس ولورانس حداد في الفلبين من عام 1984 وحتى عام 1990 وضّح ان المعادن والفيتامينات، وليس مدخول السعرات الحرارية، كان القيد الاساسي لتحسين نتائج التغذية ونقصان الأغذية الدقيقة. وإدراكا بأن المزارعين الصغار قليلي الدخل، وهم نسمة كبيرة من سكان البلدان النامية، غير قادرين على إعطاء اغذية متنوعة وكثيفة من الناحية الغذائية؛ التمس بويس طريقة للمحاصيل الأساسية مثل الفاصوليا، الرز والقمح لتوفيرالمزيد من الاغذية الدقيقة. افترض ان بإمكان المحاصيل التي تُربّى لتحوي على مستويات اعلى من الحديد، الزنك وفيتامين أ؛ أنّ تحسن إلى حد كبير الغذاء بكلفة قليلة نسبيا ويمكن ان تصل بشكل بشكل ملائم إلى الأسر الريفية البعيدة.وهذا المفهوم في آخر الأمر عرف بلإغناء الحيوي.

### هارفست بلس
بعد تلقي الشكوك الأولية من الهيئات العامة للصحة والزراعة، اشترك بويس مع الدكتور روس ولش من معمل وزارة الزراعة الأمريكية للنبات والتربة والأغذية في جامعة كورنيل ودكتور جامعة أديلايد روبن غراهام، وتحدي مشروع المعهد الدولي لبحوث السياسات الغذائية للإغناء الحيوي تشكّل عام 1993. اعيد تسمية البرنامج باسم هارفست بلس عام 2003 واختير بويس مديرا. وفي دوره الوظيفيّ هذا وجه  المجهود لإنتاج وتوزيع المحاصيل الغذائية الأساسية الغنية بالمغذيات الدقيقة لتقليل سوء التغذية الناتج عن نقص الأغذية الدقيقة. يصل الإغناء الحيوي الآن لأكثر من 25 مليون شخص في الدول النامية.بقي بويس في منصبه حتى تقاعده في أكتوبر عام 2016. ويقيم حاليا في الفلبين ويستمر في العمل كمستشار للمشروع.

## الجوائز
أعلن في عام 2016 أن بويس هو المتلقي لجائزة الغذاء العالمية لريادته في مفهوم الإغناء الحيوي وأخذها من نظرية إلى التوسع عالميا. لاحظت لجنة جائزة الغذاء العالمية أن بويس "ثابر معانداً في وجه الشك والمعارضة من خبراء الصحة العامة ومربّي المحاصيل في حال تابع رؤيته بأن الزراعة من الممكن أن توفر محاصيل اساسية مغذيّة والتي من الممكن أن تقلل من نقص المغذيات الدقيقة والتي قد تسبب سوء تغذية، فقداء البصر، المرض وحتى الموت المبكر بين سكان المجتمعات الضعيفة في افريقيا وآسيا وامريكا اللاتينية خصوصاً الأطفال ما دون عمر الخامسة. شارك بويس الجائزة مع زملائه الفائزين الدكتورة ماريا اندريد، الدكتور جان لو ودكتور المركز الدولي للبطاطا روبرت وانغا إقراراً بريادة عملهم في إغناء البطاطا الحلوة حيويا.
مُنح بويس الدكتوراه الفخرية في العلوم من جامعة غرينتش في عام 2017.

## منشورات مختارة
- Bouis, H. and L. Haddad. 1990. Agricultural commercialization, nutrition, and the rural poor: A study of Philippine farm households. Boulder, Colorado: Lynne Rienner Publishers.
- Bouis، Howarth E.؛ Haddad، Lawrence J. (1992). "Are estimates of calorie-income fxelasticities too high?". Journal of Development Economics. ج. 39 ع. 2: 333. DOI:10.1016/0304-3878(92)90043-9.
- Bouis، Howarth؛ Haddad، Lawrence؛ Kennedy، Eileen (1992). "Does it matter how we survey demand for food?". Food Policy. ج. 17 ع. 5: 349. DOI:10.1016/0306-9192(92)90063-4.
- Bouis، Howarth E. (1994). "The effect of income on demand for food in poor countries: Are our food consumption databases giving us reliable estimates?". Journal of Development Economics. ج. 44: 199–226. DOI:10.1016/0304-3878(94)00012-3.
- Bouis، H. E. (2002). "Plant breeding: A new tool for fighting micronutrient malnutrition". The Journal of Nutrition. ج. 132 ع. 3: 491S–494S. DOI:10.1093/jn/132.3.491S. PMID:11880577.
- Bouis، Howarth E. (2007). "Micronutrient fortification of plants through plant breeding: Can it improve nutrition in man at low cost?". Proceedings of the Nutrition Society. ج. 62 ع. 2: 403–11. DOI:10.1079/PNS2003262. PMID:14506888.
- Bouis، H. E.؛ Eozenou، P؛ Rahman، A (2011). "Food prices, household income, and resource allocation: Socioeconomic perspectives on their effects on dietary quality and nutritional status". Food and Nutrition Bulletin. ج. 32 ع. 1 Suppl: S14–23. DOI:10.1177/15648265110321S103. PMID:21717914.